# Nam Sa, Tam Sa
Quận Nam Sa (tiếng Trung: 南沙区; bính âm:  Nánshā qū; Hán Việt: Nam Sa khu) là một quận (tương đương cấp xã, phường ở Việt Nam) của thành phố cấp địa khu Tam Sa, tỉnh Hải Nam, Trung Quốc. Quận này được thành lập ngày 18 tháng 4 năm 2020 quản lý địa phận quần đảo Nam Sa theo cách gọi của Trung Quốc chỉ quần đảo Trường Sa. Trụ sở chính quyền của quận này đặt tại đảo Vĩnh Thử theo cách gọi của Trung Quốc chỉ đá Chữ Thập.

## Phân cấp hành chính
Quận Nam Sa mặc dù được Trung Quốc tuyên bố chủ quyền trên toàn quần đảo Trường Sa nhưng trên thực tế chỉ quản lý các rạn san hô mà Trung Quốc đã chiếm đóng bao gồm: 
| STT | Tên Việt | Tên khác                                     | Tên khác                                       | Tọa độ | Mô tả sơ lược |
| --- | -------- | -------------------------------------------- | ---------------------------------------------- | --- | ------------- |
| 1 |          |                                              |                                                | |               |
| Đá Châu Viên                                                                                               | A        | Cuarteron Reef                               | 8°51′54″B 112°49′49″Đ / 8,865°B 112,83028°Đ    | Là một rạn san hô vòng đa phần chìm ngập dưới nước, nằm về phía đông của đá Đông. |               |
| Đá Châu Viên                                                                                               | F        | Calderon                                     | 8°51′54″B 112°49′49″Đ / 8,865°B 112,83028°Đ    | Là một rạn san hô vòng đa phần chìm ngập dưới nước, nằm về phía đông của đá Đông. |               |
| Đá Châu Viên                                                                                               | H        | 华阳礁                                       | 8°51′54″B 112°49′49″Đ / 8,865°B 112,83028°Đ    | Là một rạn san hô vòng đa phần chìm ngập dưới nước, nằm về phía đông của đá Đông. |               |
| 2 |          |                                              |                                                | |               |
| Đá Chữ Thập                                                                                                | A        | Fiery Cross Reef Northwest Investigator Reef | 9°32′50″B 112°53′22″Đ / 9,54722°B 112,88944°Đ  | Là một rạn san hô lớn nằm tách biệt khỏi các thực thể khác. Tổng diện tích hơn 110 km². Đây là trung tâm đồn trú của Trung Quốc tại Trường Sa.                                                        |               |
| Đá Chữ Thập                                                                                                | F        | Kagitingan                                   | 9°32′50″B 112°53′22″Đ / 9,54722°B 112,88944°Đ  | Là một rạn san hô lớn nằm tách biệt khỏi các thực thể khác. Tổng diện tích hơn 110 km². Đây là trung tâm đồn trú của Trung Quốc tại Trường Sa.                                                        |               |
| Đá Chữ Thập                                                                                                | H        | 永暑礁                                       | 9°32′50″B 112°53′22″Đ / 9,54722°B 112,88944°Đ  | Là một rạn san hô lớn nằm tách biệt khỏi các thực thể khác. Tổng diện tích hơn 110 km². Đây là trung tâm đồn trú của Trung Quốc tại Trường Sa.                                                        |               |
| 3 |          |                                              |                                                | |               |
| Cụm đá Ga Ven                                                                                              | A        | Gaven Reefs                                  | 10°11′7″B 114°14′18″Đ / 10,18528°B 114,23833°Đ | Cụm này gồm hai rạn san hô là đá Ga Ven và đá Lạc, lần lượt nằm cách đảo Nam Yết 8,5 và 7 hải lý về phía tây.                                                                                         |               |
| Cụm đá Ga Ven                                                                                              | H        | 南薰礁                                       | 10°11′7″B 114°14′18″Đ / 10,18528°B 114,23833°Đ | Cụm này gồm hai rạn san hô là đá Ga Ven và đá Lạc, lần lượt nằm cách đảo Nam Yết 8,5 và 7 hải lý về phía tây.                                                                                         |               |
| 4 |          |                                              |                                                | |               |
| Đá Gạc Ma                                                                                                  | A        | Johnson South Reef                           | 9°42′54″B 114°17′14″Đ / 9,715°B 114,28722°Đ    | Là một rạn san hô nằm ở đầu mút tây nam của cụm Sinh Tồn và là một trong ba địa điểm diễn ra trận Hải chiến Trường Sa vào tháng 3 năm 1988.                                                           |               |
| Đá Gạc Ma                                                                                                  | F        | Mabini                                       | 9°42′54″B 114°17′14″Đ / 9,715°B 114,28722°Đ    | Là một rạn san hô nằm ở đầu mút tây nam của cụm Sinh Tồn và là một trong ba địa điểm diễn ra trận Hải chiến Trường Sa vào tháng 3 năm 1988.                                                           |               |
| Đá Gạc Ma                                                                                                  | H        | 赤瓜礁                                       | 9°42′54″B 114°17′14″Đ / 9,715°B 114,28722°Đ    | Là một rạn san hô nằm ở đầu mút tây nam của cụm Sinh Tồn và là một trong ba địa điểm diễn ra trận Hải chiến Trường Sa vào tháng 3 năm 1988.                                                           |               |
| 5 |          |                                              |                                                | |               |
| Đá Tư Nghĩa                                                                                                | A        | Hughes Reef                                  | 9°54′31″B 114°29′50″Đ / 9,90861°B 114,49722°Đ  | Là một rạn san hô nằm ở phía tây-tây bắc của đảo Sinh Tồn Đông. Chỉ nổi lên khỏi mặt nước khi thủy triều xuống.                                                                                       |               |
| Đá Tư Nghĩa                                                                                                | H        | 东门礁                                       | 9°54′31″B 114°29′50″Đ / 9,90861°B 114,49722°Đ  | Là một rạn san hô nằm ở phía tây-tây bắc của đảo Sinh Tồn Đông. Chỉ nổi lên khỏi mặt nước khi thủy triều xuống.                                                                                       |               |
| 6 |          |                                              |                                                | |               |
| Đá Vành Khăn                                                                                               | A        | Mischief Reef                                | 9°54′10″B 115°32′11″Đ / 9,90278°B 115,53639°Đ  | Là một rạn san hô vòng đa phần chìm dưới nước, nằm cách đảo Vĩnh Viễn 51 hải lý về phía nam. Đây là nơi từng diễn ra nhiều tranh chấp căng thẳng giữa Philippines và Trung Quốc trong thập niên 1990. |               |
| Đá Vành Khăn                                                                                               | F        | Panganiban                                   | 9°54′10″B 115°32′11″Đ / 9,90278°B 115,53639°Đ  | Là một rạn san hô vòng đa phần chìm dưới nước, nằm cách đảo Vĩnh Viễn 51 hải lý về phía nam. Đây là nơi từng diễn ra nhiều tranh chấp căng thẳng giữa Philippines và Trung Quốc trong thập niên 1990. |               |
| Đá Vành Khăn                                                                                               | H        | 美济礁                                       | 9°54′10″B 115°32′11″Đ / 9,90278°B 115,53639°Đ  | Là một rạn san hô vòng đa phần chìm dưới nước, nằm cách đảo Vĩnh Viễn 51 hải lý về phía nam. Đây là nơi từng diễn ra nhiều tranh chấp căng thẳng giữa Philippines và Trung Quốc trong thập niên 1990. |               |
| 7 |          |                                              |                                                | |               |
| Đá Xu Bi                                                                                                   | A        | Subi Reef                                    | 10°55′25″B 114°05′5″Đ / 10,92361°B 114,08472°Đ | Là một rạn san hô vòng nằm cách đảo Thị Tứ 26 km về phía tây nam. Trung Quốc đã xây dựng một đường băng tại đây.                                                                                      |               |
| Đá Xu Bi                                                                                                   | F        | Zamora                                       | 10°55′25″B 114°05′5″Đ / 10,92361°B 114,08472°Đ | Là một rạn san hô vòng nằm cách đảo Thị Tứ 26 km về phía tây nam. Trung Quốc đã xây dựng một đường băng tại đây.                                                                                      |               |
| Đá Xu Bi                                                                                                   | H        | 渚碧礁                                       | 10°55′25″B 114°05′5″Đ / 10,92361°B 114,08472°Đ | Là một rạn san hô vòng nằm cách đảo Thị Tứ 26 km về phía tây nam. Trung Quốc đã xây dựng một đường băng tại đây.                                                                                      |               |
| Tổng cộng: 7 thực thể địa lý; tất cả đều là rạn san hô, trên đó có các đảo nhân tạo do Trung Quốc bồi đắp. |          |                                              |                                                | |               |

Chú thích viết tắt:
STT: số thứ tự;
A: tiếng Anh; F: tiếng Filipino;
H: tiếng Hoa; M: tiếng Mã Lai.
Các đá này là đối tượng tranh chấp giữa Việt Nam, Đài Loan, Philippines và Trung Quốc.
Trụ sở chính quyền của quận Nam Sa đặt trên đảo Vĩnh Thử, theo cách gọi của Trung Quốc gọi đảo nhân tạo trên đá Chữ Thập. Quận Nam Sa có một xã khu (đơn vị hành chính không chính thức tương đương cấp thôn ở Việt Nam) là Xã khu Mỹ Tế có địa phận tại đá Vành Khăn.
Mã bưu chính của quận Nam Sa là 573199.